# Microsoft InfoPath
Microsoft InfoPath (повна назва Microsoft Office InfoPath) — застосунок, призначений для розробки форм введення даних на основі XML. Вперше цей застосунок з'явився як частина Microsoft Office 2003 в кінці 2003 року, а потім був випущений у складі Microsoft Office 2007. При розробці застосунок носив кодове ім'я «XDocs».
Основна можливість InfoPath — можливість створювати, переглядати і редагувати документи, що підтримують деяку задану користувачем XML-схему. Можна використовувати з'єднання із зовнішніми системами, що надають інтерфейс у вигляді вебсервісів. Крім того, оскільки дані представлені у вигляді XML, документи можуть оброблятися сторонніми XML-процесорами.

## Версії
- InfoPath 2003
- InfoPath 2007